# Austin K. Russell
 (décembre 2020).
Pour les articles homonymes, voir Russell.
Pour l’article homonyme, voir Chumlee pour l'acteur Austin Lee Russell.
Austin K. Russell (né en 1995) est un inventeur et pionnier du système lidar pour la conduite autonome.

## Biographie

### Carrière
Il est le fondateur et PDG de Luminar Technologies, une startup axée sur les technologies LIDAR qui a été introduite en bourse le 3 décembre 2020, avec une capitalisation boursière de 8,1 milliards de $,. Il est un Thiel Fellow et a quitté l'université de Stanford à 18 ans pour créer son entreprise, Luminar Technologies. Il dit que le fondement de son succès était l'abandon de l'université.
En mai 2023, il est en négociation de racheter 82% de Forbes au groupe hongkongais Integrated Whale Media Investments. Le montant de la transaction pourrait valoriser le groupe Forbes à 800 millions de dollars.